# Károly Molter
Károly Molter (Vrbas, 2 dicembre 1890 – Târgu Mureș, 30 novembre 1981) è stato uno scrittore, drammaturgo, critico letterario e giornalista ungherese.
Ha trascorso gran parte della vita in Transilvania, ed è stato cittadino austro-ungarico e in seguito rumeno.

## Biografia
Nato a Vrbas, in Vojvodina, Molter proveniva da una famiglia tedescofona di Svevi del Danubio, ma utilizzò sempre l'ungherese (allora prevalente in Vojvodina) come lingua madre. Studiò al collegio Kecskemét, in Ungheria, e successivamente alla Facoltà di Filosofia dell'Università di Budapest dove studiò ungherese e tedesco.
Nel 1913 si trasferì in Transilvania, stabilendosi a Târgu Mureș, allora nota in ungherese col nome di Marosvásárhely. Tra il 1913 e il 1945 insegnò al Ginnasio Bolyai, un collegio riformato della città. Tra i due conflitti mondiali, in seguito all'unione della Transilvania alla Romania, divenne membro del gruppo 'Erdélyi Helikon con sede a Marosvécs (Brâncoveneşti), e partecipò allo staff editoriale della rivista Zord Idő. Nel 1937 pubblicò una delle sue prime grandi opere, il romanzo Tibold Márton, che descrive una famiglia sveva nel processo di magiarizzazione e tratta le problematiche delle minoranze linguistiche rispetto alla maggioranza.
Dopo il 1945 Molter insegnò all'Università Babeş-Bolyai di Cluj-Napoca come professore di lingua e letteratura tedesca. Dopo la pensione nel 1950 ritornò a Târgu Mureș, dove morì 31 anni dopo.

## Opere
- F. m. Melánia R. T. (1929)
- Tibold Márton (1937)
- Bolond kisváros (1942)
- Reformáció és magyar műveltség (1944)
- Harci mosolyok (1956; racconti vrevi)
- Iparkodj kisfiam! (1964)
- Szellemi belháború (1968)
- Komor korunk derűje (1971; aneddoti)
- Örökmozgó (1974; opere teatrali)
- Buborékharc (1980; saggi)